# Spaichingen
Spaichingen es una pequeña ciudad alemana de unos 12.400 habitantes en el distrito de Tuttlingen en el sur de Baden-Wurtemberg. Está ubicada en el valle del río Prim al pie del monte Dreifaltigkeitsberg.